# Джміль підземний
Джміль підзе́мний (Bombus subterraneus) — перетинчастокрила комаха родини Бджолиних. Цінний запилювач сільськогосподарських культур.

## Опис
Довжина тіла самиць сягає 19-22 мм, робочих особин — 11-18 мм, самців — 14-16 мм. За зовнішнім виглядом самці цього виду дуже схожі на Bombus distinguendus, внаслідок чого їх інколи плутають. Загалом цьому виду притаманне коротке опушення тіла.

## Поширення
Ареал виду охоплює терени Європи від Великої Британії та Іспанії на заході до Уральських гір на сході. Також розповсюджений у деяких регіонах Азії: на Кавказі, у Закавказзі, горах Південного Сибіру, Східного Казахстану та Монголії. Інтродукований у Новій Зеландії.

## Спосіб життя
Джмелі підземні заселяють луки, дюни та солонцюваті болота. Найчастіше їх можна побачити у заростях конюшини, вики, люпину, також вони охоче відвідують у садах квіти лаванди, волошок тощо. Самиці виходять зі сплячки наприкінці травня — початку червня. Приблизно через 2 тижні вони починають будувати гніздо з воскових стільників, які заповнюють пилком та нектаром. Гнізда розташовуються під землею, в Новій Зеландії були описані гнізда в кролячих норах. В кожен отвір стільника самиця відкладає по 1 яйцю. Через 3 місяці, приблизно у середині серпня з яєць виходять нові самиці і самці. Вони спаровуються, після чого самці гинуть, а самиці впадають у сплячку тривалістю 6-9 місяців.
Серед природних ворогів цього виду слід зазначити гризунів, які нищать гнізда.

## Значення і статус виду
Як й інші види джмелів, ця комаха є цінним запилювачем сільськогосподарських культур. Хоча запилення можливе і без джмелів, для деяких плодових культур важлива кількість насінин, що зав'язалися, оскільки це впливає на остаточний розмір плода. Відсоток запліднення при застосуванні джмелів значно вищий, ніж при самозапиленні, отже підвищується і врожайність. Найчастіше джмелів підземних застосовують на полях з бобовими, зокрема конюшиною, також вони можуть запилювати полуницю, малину, ківі.
Ця комаха належить до одного з 4-х видів джмелів, завезених в 1875–1906 роках з Великої Британії в Нову Зеландію для запилення конюшини червоної (оскільки аборигенних запилювачів цієї рослини в Новій Зеландії не було). Враховуючи велику відстань між пунктами відправлення і доставки, перші чотири спроби виявилися марними — усі комахи загинули в дорозі. Потім самиць почали доставляти в холодильнику в замороженому стані, в такий спосіб вони зберігали життєздатність.
Натомість, британська популяція зазнала найбільшого скорочення. Востаннє комахи цього виду були зафіксовані на теренах цієї країни в 1988 році. В 2000 році вид було визнано вимерлим у Великій Британії. Протягом 40 останніх років скорочується і новозеландська популяція, хоча вона ще доволі велика. Осередками відтворення виду залишаються Естонія і Швеція, де джміль підземний поки що доволі численний.
Зараз розроблена програма його реінтродукції у Великій Британії, яка передбачає створення посівів бобових, збереження живоплотів, сіножатей, буферних смуг з дикою рослинністю, які можуть стати прихистком для джмелиних гнізд та джерелом додаткового живлення. Для захисту цих комах важливо збереження диких рослинних угруповань, особливо видів, які квітнуть наприкінці літа, оскільки саме в цей період живляться самиці нового покоління, які будуть зимувати.

## Див.також
- Список видів роду Джміль